# Kém a szomszédban
A Kém a szomszédban 2010-ben bemutatott amerikai családi filmvígjáték Brian Levant rendezésében. A főbb szerepekben Jackie Chan, Amber Valletta és Billy Ray Cyrus látható.
A 2010. január 17-én bemutatott film negatív kritikákat kapott. A Rotten Tomatoes kritikusai mindössze 12%-ot ítéltek az alkotásnak, amivel Chan egyik legrosszabb kritikai fogadtatású filmje lett.

## Cselekmény
Bob Ho (Jackie Chan) szupertitkos kínai kém, aki épp a CIA-nál van kölcsönben. Úgy dönt, visszavonul, hogy feleségül vehesse a szomszédban lakó barátnőjét, Gilliant (Amber Valetta). Amikor Gillannek el kell utaznia beteg édesapjához, Bob vállalja, hogy vigyáz az asszony három rosszcsont gyermekére. Közben azonban támadásba lendül Poldark, az orosz terrorista is, így Bobnak a gyerekfelügyelettel egyidőben kell elbánnia a rosszfiúkkal, miközben kém voltát is igyekszik takargatni leendő családja elől.

## Szereplők
| Szerep                          | Színész           | Magyar hang          |
| ------------------------------- | ----------------- | -------------------- |
| Bob Ho, CIA-kém                 | Jackie Chan       | Kassai Károly        |
| Gillian                         | Amber Valletta    | Nagy-Kálózy Eszter   |
| Anton Poldark, orosz terrorista | Magnús Scheving   | Zámbori Soma         |
| Farren, Gillian mostohalánya    | Madeline Carroll  | Hermann Lilla        |
| Ian, Gillian fia                | Will Shadley      | Ducsai Ábel          |
| Nora, Gillian lánya             | Alina Foley       | Koller Virág         |
| Colton James, Bob társa         | Billy Ray Cyrus   | Csík Csaba Krisztián |
| Glaze, Bob korrupt főnöke       | George Lopez      | Csák György          |
| Larry, Poldark tizenéves embere | Lucas Till        | Hamvas Dániel        |
| Tatiana Creel                   | Katherine Boecher | Pálfi Kata           |
| Orosz gengszterek               | Tim Connolly      | N/A                  |
| Orosz gengszterek               | Troy Brenna       | N/A                  |
| Igazgatónő                      | Esodie Geiger     | Grúber Zita          |